# آنجلو گریتزتی
آنجلو گریتزتی (ایتالیایی: Angelo Grizzetti) بازیکن و مربی فوتبال اهل فرانسه بود.
از باشگاه‌هایی که در آن بازی کرده‌است می‌توان به باشگاه فوتبال سوشو اشاره کرد.